# Amfiktyoni
Amfiktyoni (av grekiskans ἀμφί, amphi, "runtom", och κτίζω, ktízō, "bebo", "befolka") var ett slags religiöst-politiskt stamförbund med uppgift att skydda och förvalta en gemensam central helgedom, särskilt i det antika Grekland. Det samlades vanligen kring en helgedom för att utöva en gemensam religiös kult. Mest känd är amfiktyonin i Delfi. Medlemmarna kallades amfiktyoner (grekiska amfityones, kringboende)
Sådana grannförbund fanns i Kalaureia, Onchestos, på Delos och så vidare. Mest betydande var det som staterna i norra och mellersta Grekland slutit till skydd för Demeters helgedom i Anthela vid Thermopyle och som sedermera, antagligen efter det första så kallade heliga kriget, fick en andra och viktigare sakral medelpunkt i det delfiska Apollontemplet.
Som den pyleisk-delfiska amfiktyonin fick den efter hand allgrekisk karaktär, omfattande så gott som alla grekiska folk i moderlandet och blev i viss mån en enande faktor i det splittrade Grekland. Medlemmar var ursprungligen tolv folkstammar, av vilka var och en, stor eller liten, genom sina representanter, hieromnemones och pylagoroi, förfogade över två röster i förbundsrådet, där presidiet innehade av de thessaliska delegaterna.
Amfiktyonernas uppgifter var främst rent sakrala: att vårda och förvalta nämnda tempel och deras egendom, leda de pythiska spelen med mera, men därtill vaktade de även över vissa folkrättsliga bestämmelser. Härigenom kontrollerades att ingen medlem av amfiktyonin kunde förgöra en till densamma hörande stad eller hindra den från tillgång till vatten. Den genomförde även reformer inom myntväsendet.
Ursprungligen utan nämnvärd politisk betydelse lät amfiktyonierna såväl Filip av Makedonien som aitolerna begagna sig som verktyg för deras egenmäktiga politik. Från år 146 f.Kr. stod de helt under romerskt inflytande.